# Subkanał
Subkanał – obszar danych na płycie CD, w postaci dodatkowych ścieżek, zawierający m.in. informacje o czasie trwania utworu, typie nagrania, numerze katalogowym płyty czy roku jej wydania. Subkanały są umieszczone w blokach o pojemności po 96 bajtów pomiędzy sektorami na całej powierzchni płyty. Każdy dysk CD zawiera 8 takich bloków, które oznaczane są kolejnymi literami alfabetu: P, Q, R, S, T, U, V, W. 
Najczęściej używanym jest subkanał Q, zawierający informacje, które mogą być odczytywane i zapisane za pomocą nagrywarki CD. Umieszczone są w nim także kody czasowe (minuty, sekundy). 
Subkanały R – W wykorzystywane są z reguły dla grafiki lub przechowywania informacji tekstowych wyświetlanych w czasie odtwarzania.